# 卜姓
卜姓為中文姓氏之一，在《百家姓》中排名第92位。

## 起源
古代从事占卜的人，其后代以此职业为姓。《元和姓纂》记载：“周禮有卜人氏，以官命氏，晉卜偃、秦卜徒父、魯卜楚丘，皆爲卜筮官，其後遂以爲氏。”
另外少數民族或者外來改姓，如匈奴部族四大姓之一的有须卜氏，其后人改为卜氏。中國朝鮮族的朴姓，亦有人改姓卜。

## 延伸阅读
[在维基数据编辑]
 《百家姓》
 《欽定古今圖書集成·明倫彙編·氏族典·卜姓部》，出自陈梦雷《古今圖書集成》